# سمفونية العلم

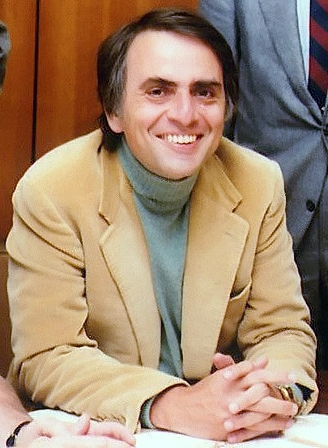

سمفونية العلم: هو مشروع موسيقي أنشأه جون د. بوسويل، فنان الموسيقى الالكترونية المقيم في ولاية واشنطن. يهدف المشروع إلى «نشر المعرفة العلمية والفلسفة عن طريق الريمكسات (التعديلات) الموسيقية». استخدم بوسويل ضبط المقام الموسيقي لنماذج صوتية مرئية أخذها من برامج تلفزيونية تعرض شخصيات تعليمية وعلمية معروفة. دُمج الصوت والصورة في مزج رقمي وسُجل مع تأليف بوسويل الشخصي. يعرض اثنان من الفيديوهات الموسيقية لبوسويل -وهما «أ غلورياس دان» (فجر مجيد) و«وي آر أول كونيكتد» (جميعنا مترابطون)- وجود كارل ساغان وريتشارد فاينمان ونيل دايغرس تايسون وبيل ناي وستيفن هوكنغ. اقتُبس الصوت والصورة من برامج تلفزيونية علمية معروفة تتضمن «كاسموس» (الكون) و«ذي يونيفرس» (الكون) و«ذي آي أوف ناي» (عين ناي) و«ذي إليغانت يونيفرس» (الكون الأنيق) و«ستيفن هوكنغ يونيفرس» (كون سيتفن هوكنغ).
نشرت «أنرولي ميديا»، وهي شركة إنتاج للمرئيات، أغنية «أ غلورياس دان» لأول مرة في 21 سبتمبر 2009. حصل الفيديو، بعد شهر من ذلك، على أكثر من مليون مشاهدة وأُدرج في تصنيف الموسيقى في موقع يوتيوب على أنه أحد أعلى الفيديوهات تقييمًا على الإطلاق. أطلقت شركة إنتاج «ثرد مان ريكوردز» الأغنية الفردية «أ غلورياس دان» بصيغة «7 إنش» في الذكرى السنوية السابعة والخمسون لولادة كارل ساغان.

## جون د. بوسويل
كان للمؤلف الموسيقي جون بوسويل باع طويل بالاقتباس ودمج الأصوات لوقت طويل قبل صناعة الفيديو الأول له على اليوتيوب. عمل بوسويل على معالج «أوتو تن» الصوتي في الماضي وقد ظن أن الناس قد ترغب بسماع عالم الفلك كارل ساغان وهو يغني. شاهد سلسلة «الكون» التي قدمها ساغان للمرة الأولى عام 2004 وبعدها اشترى مجموعة أقراص الدي في دي الخاصة بها. بحث بوسويل عبر حلقات السلسلة على «المقولات الخفية» التي ينقصها موسيقى في الخلفية. بعد أن عثر على هذه المقولات، عدل بوسويل صوت ساغان عن طريق معالج «أوتو تن» وحصل على أفضل ما أراد. بعد أن أنهى ما يُعرف باسم «أ غلورياس دان»، نشر بوسويل الفيديو على اليوتيوب في سبتمبر 2009 وقد تفاجأ أن الفيديو أصبح سريع الانتشار بعد أسبوع. تلقى الفيديو 10 ملايين مشاهدة حتى هذه اللحظة ويُصنف على أنه أحد أعلى الفيديوهات تقييمًا على الإطلاق في تصنيف الموسيقى.
التحق بوسويل بمدرسة غوزانا الإعدادية وتخرج من الكلية حاملًا شهادة في الاقتصاد. بعد ذلك بمدة قصيرة. أنشأ بوسويل مشروعًا موسيقيًا إلكترونيًا أسماه «كولوربلوس»، وبدأ بالتركيز على الإنتاج. أطلق ألبومًا عام 2010 باسم «إسكيبنغ ذا تانغل» (الهروب من العقدة)، تضمن بعضًا من هذه الإنتاجات. يعيش بوسويل في بيلينغام في واشنطن. يهدف مشروعه الموسيقي الحالي (سمفونية العلم) إلى «نشر المعرفة العلمية والفلسفة عبر الريمكسات (التعديلات) الموسيقية، ولإيصال المعرفة العلمية والفلسفة في صيغة موسيقية». بعدما نشر عدة فيديوهات، أصبح بوسويل يطلب إذنًا لاستخدام الفيديوهات التي أنتجها مشروعه. بالإضافة إلى سمفونية العلم، يعمل بوسويل أيضًا على مشروع يطلق عليه «ريمكس فور ذا سول» (ريمكس للروح)، الذي يعمل فيه، إلى جانب سمفونية العلم، تحت لقب «ميلوديكشيب».

## النقد
وجدت الموسيقية كاري بروانستين الفكرة وراء سمفونية العلم «جميلة ومذهلة جدًا في حسن نيتها وأهدافها». استمعت بروانستين «بأسلوب الهيب هوب» لزاوية الكاميرا التي تصور بيل ناي بينما كان يحرك يديه جانبًا ويعبر عن نفسه في أغنية «وي أر أول كونيكتد». أُعجب الكاتب نيك ساغان، ابن كارل ساغان، بأغنية «أ غلورياس دان»، معطيًا إياها تقييمًا إيجابيًا وموافقة. كتب ساغان الابن: «إن جون بوسويل الذي يعمل بمشروع كولوربلوس الموسيقي عبقري مجنون، إذ اقتبس من سلسلتي «الكون» و«كون ستيفن هوكنغ» 3 دقائق و45 ثانية من الذهول الصافي والمركّز... أحببته جدًا، ولو كان والدي حيًا، سيحبه أيضًا».

## روابط خارجية
- سمفونية العلم على موقع IMDb (الإنجليزية)
- سمفونية العلم على موقع ديسكوغز (الإنجليزية)
- سمفونية العلم على موقع كينوبويسك (الروسية)
- سمفونية العلم على موقع ميوزك برينز (الإنجليزية)